# Retrato de Manusso Theotokópoulos
El Retrato de Manusso Theotokópoulos (o de Manussos Theotokópoulos o de Manoussos Theotokópoulos) es un lienzo atribuido al Greco. Supuestamente, representa al hermano mayor de dicho pintor.

## Introducción
Aunque no existe una total evidencia, este lienzo es a menudo considerado un retrato de Manusso Theotokópoulos, hermano mayor del Greco. Manusso debió llegar a Toledo en la última década del siglo XVI, tal vez huyendo de las deudas que tenía en Venecia, o simplemente buscando un refugio, porqué era viejo y estaba arruinado. Los primeros documentos referentes en Toledo datan de diciembre de 1603 y por estos documentos se sabe que entonces tenía setenta y cuatro o setenta y cinco años. El libro funerario de la Iglesia de Santo Tomé (Toledo) registra su muerte el 13 de diciembre de 1604. Según Gregorio Marañón, quizás Manussos viniera a Toledo junto con otros varios griegos, que acudieron a España para recoger limosnas con que socorrer a otros compatriotas, prisioneros de los otomanos. Este autor cita a Sebastián de Horozco, quien afirmaba que Toledo "parece la confusión de Babilonia en lenguajes"  

## Análisis de la obra
- Pasadena (California), Museo Norton Simon;[4]
- Pintura al óleo sobre lienzo;
- Dimensiones; 47.0 x 38.7 cm;
- Datación: ca. 1604;
- Consta con el n º. el número X-196 en el catálogo razonado de Harold Wethey, especializado en este pintor

El personaje lleva una chaqueta marrón con un cuello de piel marrón-blanquecina y un gorro de piel negro. La figura destaca sobre un fondo de color verde oscuro. La cara, el cabello y el cuello parecen restauradas. Según Harold Wethey, no parece un trabajo del Greco.
Según José Gudiol, se trata de una obra autógrafa, de una fecha cercana a la de La dama con una flor en el cabello, con la que comparte características de la textura. Este autor también destaca la pincelada abierta y los rasgos psicológicos similares a los del Retrato de Antonio de Covarrubias. Sin embargo, Gudiol reconoce que este lienzo está realizado con más rapidez, a pesar de que está lleno de personalidad y de verdad humana.

## Procedencia
- Colección particular, Bolonia.
- Barón Michele Lazzaroni, París.
- Colección Contini-Bonacossi, Florencia.[1]